# Allocranaus colombianus
Allocranaus colombianus is een hooiwagen uit de familie Cranaidae. De wetenschappelijke naam van Allocranaus colombianus gaat terug op Roewer.